# قانون ريواج للمناطق القبلية
قانون ريواج للمناطق القبلية هو مشروع قانون تم تقديمه إلى الجمعية الوطنية الباكستانية وسحبته الحكومة فيما بعد، بعد أن قوبل بمعارضة واسعة النطاق. دعا التشريع المقترح إلى دمج المناطق القبلية الخاضعة للإدارة الاتحادية مع مقاطعة خيبر بختونخوا في غضون خمس سنوات.  كان القصد من القانون أن يحل محل لوائح جرائم الحدود وتوسيع نطاق اختصاص المحكمة العليا في باكستان ومحكمة بيشاور العليا على المناطق القبلية. 